# Château de Bréon
Pour les articles homonymes, voir Bréon et Château de Bréon-Subert.
Le Château de Bréon est un château français situé à Marigné-Peuton, dans le département de la Mayenne et la région des Pays de la Loire. Il est situé près du bourg.

## Désignation
- Terra de Brehon, XIIe siècle (Cartulaire de l'Abbaye de la Roë, f. 71).
- Carte de Cassini, château.

## Histoire
On demande en l'an XII, la conservation de la chapelle. La ferme est supprimée en 1857.
Le château est construit au milieu du XVIIIe siècle, a été augmenté d'un pavillon et d'une aile vers 1860. Le domaine est un de ceux qui se sont fait un nom dans le Craonnais au XIXe siècle par l'élevage des bestiaux de Shorthorn et des chevaux pur-sang sous l'influence du Comte Marc-Jean-Alphonse de Lancrau de Bréon.  Il sut faire profiter son pays de ses connaissances variées et de l'influence que lui avaient acquise sa fortune et ses talents. Il fut dans le Craonnais l'un des promoteurs des améliorations agricoles qui ont transformé cette région.
Il existe une chapelle du XIXe siècle, isolée.

## Seigneurs
- La famille de Lancrau est de vieille noblesse, originaire de la terre de Lancrau à Chantocé, mais qu'on trouve dès le commencement du XVe siècle au Verger de Montigné (Montigné-le-Brillant), au Bois-Ragot de Cossé-le-Vivien, à la Saudraie surtout qui resta pendant plus d'un siècle sa résidence principale, et qui par l'alliance avec les Bréon s'est installée en Mayenne[4]. Les armes[4] qu'elle déclare en 1667 et qu'elle porte toujours sont : d'argent au chevron de sable, accompagné de 3 roses de gueules boutonnées d'or, 2 et 1.
- La famille de Bréon est d'ancienne noblesse à laquelle appartient un gouverneur de Craon (1563), et fut maintenue, le 4 juillet 1667, en faveur de Christophe de Bréon, alors seul représentant du nom avec Marc, son fils, et qui se borne à présenter les titres établissant sa filiation depuis son trisaïeul[3]. L'écusson des Bréon, d'argent à la fasce de gueules fleurdelisée et contrefleurdelisée de trois pièces, se voit à une lucarne de la Charbonnerie de Ballots, accolé avec les armes de Scépeaux.

### Fonds d'archives
- Archives nationales, G/7, 525 ; P. 773/93.
- Registres paroissiaux de Marigné et de Château-Gontier.
- Cartulaire de l'Abbaye de la Roë, f. 71 et ch. 146.
- Bibliothèque nationale de France, fds Clairambault, carton 21, p. 1503.
- Archives départementales de la Sarthe, H. 662, f. 138.
- Archives départementales de Maine-et-Loire, D. 37.
- Archives départementales de la Mayenne, B. 2 274, 2 277, 2 321, 2 331.